# Begoña Piñero
Begoña Piñero Hevia (La Camocha, Gijón, 15 de agosto de 1956) es una activista feminista española, presidenta de la Tertulia Feminista Les Comadres impulsora en 2014 del Tren de la Libertad.

## Biografía
Nació en el poblado minero asturiano de La Camocha. Florista de profesión, durante años compaginó el trabajo de su floristería en Gijón con el activismo feminista, formando parte de la Tertulia Feminista les Comadres, una organización creada en 1986 que actualmente preside.

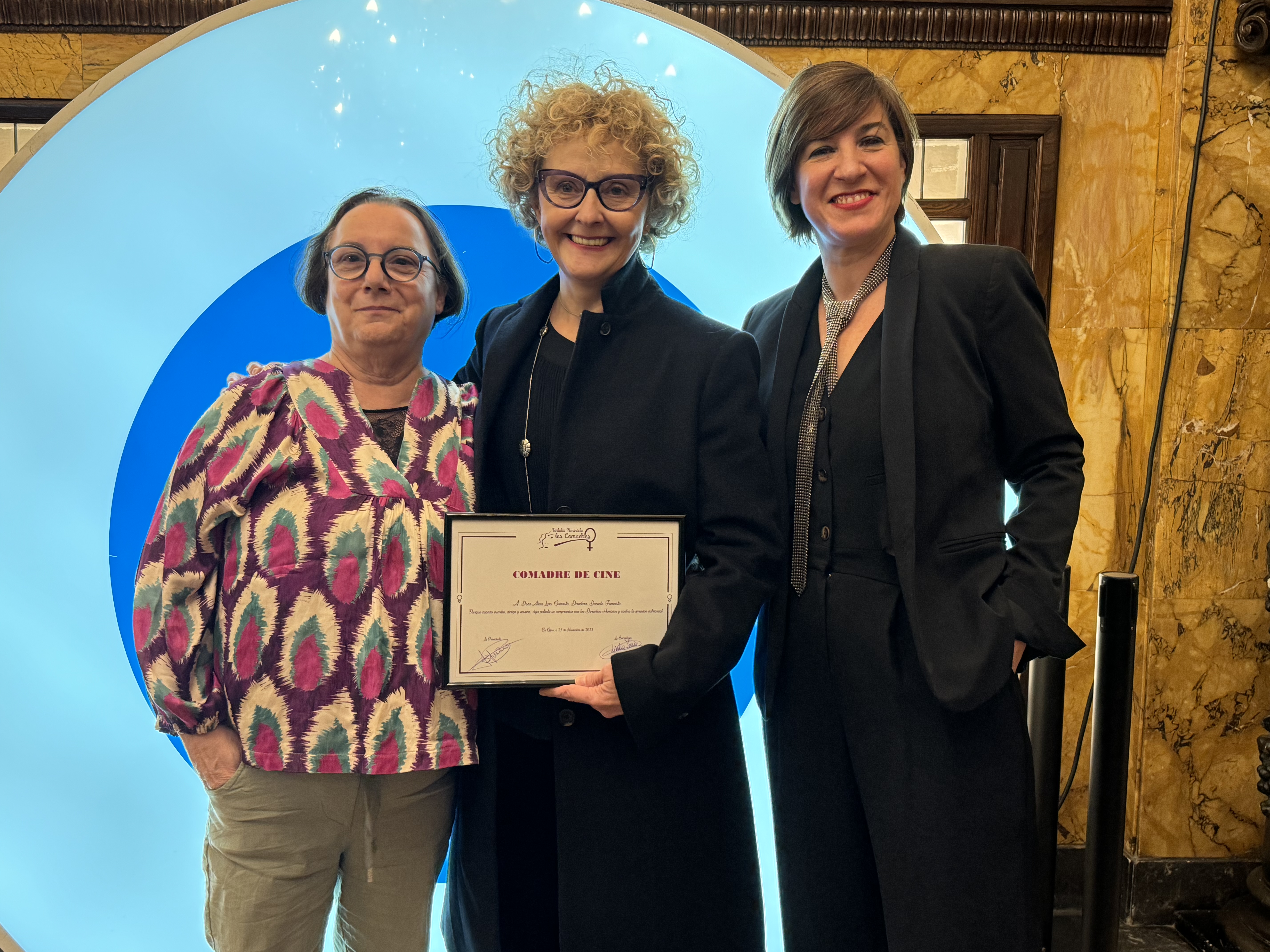
Begoña Piñero con Alicia Luna, Comadre de Cine 2023 y Virginia Yagüe

Piñero recuerda la tradición histórica de Gijón en la lucha por los derechos de las mujeres. «Gijón siempre ha sido una ciudad feminista, de mujeres luchadoras. Ya a finales del siglo XIX prácticamente el 100% de la población femenina estaba trabajando, en tabacalera, en la azucarera y en tantos otros sitios más. Eso les imprimía a las mujeres un carácter que no tenían en otras ciudades de Asturias.»
La agenda de reivindicaciones -señala- ha cambiado con los años. «Cuando nosotras empezamos casi no había mujeres en política, de las primeras cosas que tuvimos que pelear fue por una concejalía de la mujer, que ni existía ni estaba prevista. También era entonces fundamental la lucha por el derecho a decidir si ser madres o no.»  Continúa la reivindicación de la presencia de las mujeres en todos los ámbitos, especialmente en el mundo de la cultura y de la agenda pendiente actual, destaca la abolición de la prostitución y la lucha contra la práctica de vientres de alquiler. 

## En tren de la libertad

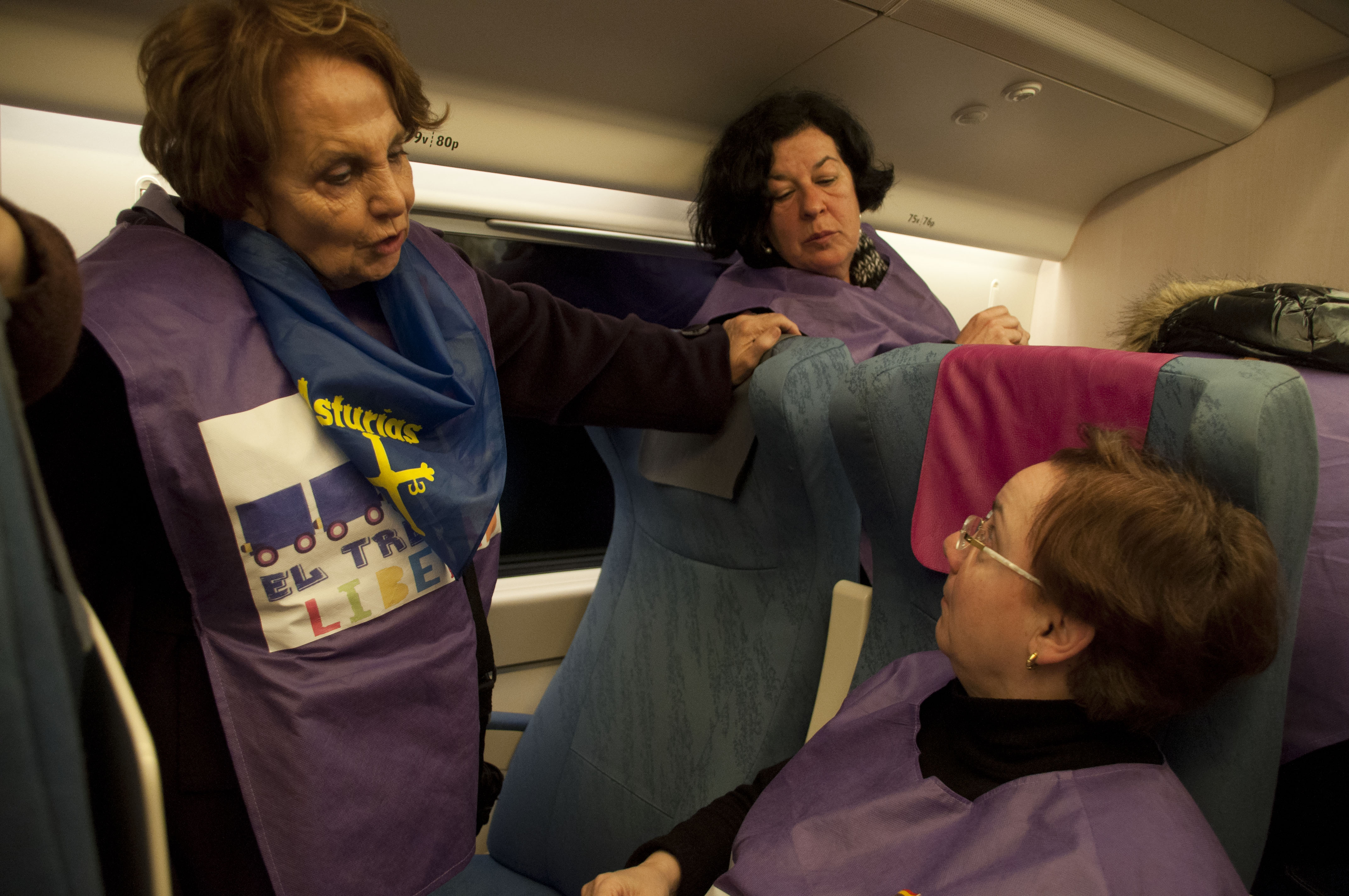
Paz Fernández Felgueroso y Begoña Piñero camino a Madrid en El tren de la Libertad

En 2014 Begoña fue portavoz del "El tren de la libertad" contra la reforma de la Ley del aborto en España que culminó el 1 de febrero de 2014 con una manifestación en Madrid pidiendo la retirada del anteproyecto de ley del aborto presentado por el ministro de Justicia Alberto Ruíz Gallardón y reclamando su dimisión.
La iniciativa fue impulsada desde Asturias por la Tertulia Feminista les Comadres y Mujeres por la Igualdad de Barredos  con el objetivo de la defensa del “derecho que queremos tener las mujeres en decidir si queremos ser madres o no. Las mujeres lo que tenemos es la capacidad de ser madres o no y queremos ejercer ese derecho con un aborto regulado, legal y en condiciones sanitarias", recuerda Piñero defendiendo la ley de plazos de 2010.